# غوستافو سيلفا بيزارو
غوستافو سيلفا بيزارو (بالإسبانية: Gustavo Silva Pizarro)‏ هو محامي تشيلي، ولد في 1884، وتوفي في 1960.